# Ікрамов Акмаль Ікрамович (1932 р.н.)
Акмаль Ікрамович Ікрамов (1932, тепер Узбекистан) — радянський узбецький державний діяч, секретар ЦК КП Узбекистану. Народний депутат Узбецької РСР. Кандидат економічних наук.

## Життєпис
Закінчив Самаркандський інститут радянської торгівлі, здобув спеціальність товарознавця.
З 1954 року — викладач Ташкентського державного педагогічного інституту іноземних мов.
Член КПРС з 1957 року.
Потім — 2-й секретар Чіланзарського районного комітету КП Узбекистану міста Ташкента; голова обласного комітету народного контролю; 1-й секретар Андижанського районного комітету КП Узбекистану; секретар Ташкентського обласного комітету КП Узбекистану.
Закінчив Ташкентський сільськогосподарський інститут, вчений-агроном.
До жовтня 1989 року — начальник головного управління навчальних закладів і зовнішніх зв'язків Держагропрому Узбецької РСР.
30 вересня 1989 — вересень 1991 року — секретар ЦК КП Узбекистану.
Подальша доля невідома.